# فرلاند-ا-بوآلو، کبک
فرلاند-ا-بوآلو (به فرانسوی: Ferland-et-Boilleau) شهری در منطقه شهری لو افجور-دو-ساگونه ناحیه سگونه-لاک-سن-ژان در استان کبک کانادا است. در سرشماری سال ۲۰۱۱ این شهر ۶۰۶ نفر جمعیت داشته‌است و مساحت آن ۴۱۸٫۸۵ کیلومتر مربع است.